# Bonjeania lambkinae
Bonjeania lambkinae är en tvåvingeart som beskrevs av Shaun L. Winterton 2007. Bonjeania lambkinae ingår i släktet Bonjeania och familjen stilettflugor. Inga underarter finns listade.